# 5224 Abbe
5224 Abbe este un asteroid din centura principală de asteroizi.

## Descriere
5224 Abbe este un asteroid din centura principală de asteroizi. A fost descoperit pe 21 februarie 1982 la Tautenburg de Freimut Börngen. Asteroidul prezintă o orbită caracterizată de o semiaxă mare de 2,25 ua, o excentricitate de 0,01 și o înclinație de 7,9° în raport cu ecliptica.